# Marc Bloch
Marc Leopold Benjamin Bloch (Lyon, 1886. július 6. – Saint-Didier-de-Formans, 1944. június 16.) a modern történetírás egyik legnagyobb alakja, az Annales-iskola társalapítója. A Francia Köztársaság Becsületrendje és a Katonai Kereszt 1914–1918 tulajdonosa.

## Élete
Lyon városában született, egy Elzászból származó zsidó családban. Édesapja, Gustav Bloch szintén történész, a párizsi egyetem ókortörténeti oktatója volt. Bloch az École normale supérieure-ön és a Sorbonne-on végezte egyetemi tanulmányait. 1919-ben szerzett doktori fokozatot a király mint földesúr és parasztjainak kapcsolata témában. 1929-ben Bloch és Lucien Febvre megalapították az Annales d'histoire économique et sociale című folyóiratot. 1936 és 1940 között a Sorbonne gazdaságtörténeti tanszékét vezette. A háború kitörésekor önkéntesként részt vett a háborúban, majd a francia kapitulációt követően részt vett az ellenállási mozgalomban. 1944 márciusában német fogságba került, majd júniusban kivégezték.

## Történészi munkássága
Érdeklődése elsősorban a történelem nagy összefüggéseire irányult. "Az emberi értelem természete ugyanis olyan, hogy inkább megérteni, mint tudni akar. Ebből fakad, hogy egyedül azokat a tudományokat tekinti valódi tudománynak, amelyek meg tudják magyarázni a különféle jelenségeket. A többi tudomány – Nicolas Malebranche kifejezésével – puszta „polimátia”. Az enciklopédikus tudás lehet ugyan szórakoztató vagy lehet megszállottság, de ma éppúgy nem sorolják az értelem nemes teljesítményei közé, mint Malebranche idejében. Függetlenül attól tehát, hogy néha hasznos tanulsággal szolgálhat-e az ember tetteihez, a történelemnek csak akkor van joga hozzá, hogy a szellemi erőfeszítésre valóban méltó tudományok közé sorolja magát, ha az összefüggéstelen, mintegy korlátlan egyszerű felsorolás helyett a dolgok racionális osztályozását és fokozatos megértését ígéri nekünk."
Történeti vizsgálódásainak középpontjába az embert, pontosabban "az időben mozgó embert" állítja. Magát a történelmet még egy gyerekcipőben járó tudománynak látta - mely "igen régi az elbeszélés embrionális formájában, hosszú időn át fikciókkal borítva, még hosszabb időn át a legközvetlenebbül megragadható eseményekre korlátozottan. De mint elemző vállalkozás annál ifjabb" -, mégis meg volt győződve arról, hogy egyre tudományosabbá válhat. Nem hitt a történelem pragmatikus hasznában, ugyanakkor meg volt győződve értelmi jogosultságáról. A történelmet egyfajta kísérletnek fogta fel, hogy megértse az örökösen mozgásban lévő emberi valóságot.
Számára a források nem maguktól értetődőek, azok "kikérdezésre" szorulnak. A jó történészt tehát a "kérdezni tudás" különbözteti meg a rossz történésztől.

## Magyarul megjelent művei
- A történelem védelmében. Válogatott művek; vál., bev., jegyz. Kosáry Domokos, ford. Kosáry Domokos, Makkai László, Pataki Pál; Gondolat, Bp., 1974 (Társadalomtudományi könyvtár)
- A történész mestersége. Történetelméleti írások; ford. Babarczy Eszter, Kosáry Domokos, Pataki Pál, utószó Benda Gyula; Osiris, Bp., 1996 (Osiris könyvtár. Történelem)
- A feudális társadalom; ford. Sujtó László; Osiris, Bp., 2002 (Osiris tankönyvek)
- Gyógyító királyok. A királyi hatalom természetfeletti ereje Franciaországban és Angliában; előszó Jacques Le Goff, ford. Haas Lídia; Osiris, Bp., 2005